# Борячиха
 Борячиха — деревня в Шуйском районе Ивановской области. Входит в состав Перемиловского сельского поселения.

## География
Находится в центральной части Ивановской области на расстоянии приблизительно 9 км на север-северо-восток по прямой от районного центра города Шуя.

## История
Появилась на карте еще 1808 года. В 1859 году здесь (тогда деревня Шуйского уезда Владимирской губернии) было учтено 13 дворов, в 1902 — 10, в 1920 — 15.

## Население
Постоянное население составляло 69 человек (1859 год), 72 (1902), 80 в 1920, 6 в 2002 году (русские 100 %), 4 в 2010.